# Известковый (Оренбургская область)
Известковый — упразднённый хутор в Гайском районе Оренбургской области России. На момент упразднения входил в состав сельского поселения Губерлинский сельсовет. Исключён из учётных данных в 1998 году.

## География
Располагался на правом берегу реки Губерля в месте впадения в неё безымянного ручья берущего свое начало из родника Холодный, на расстоянии примерно 4 километра (по прямой) к северо-востоку от села Казачья Губерля.

## История
Постановлением Законодательного Собрания Оренбургской области от 23 января 1998 года №230/40-ПЗС (решение принято 29 декабря 1997 года, подписано Главой администрации Оренбургской области В. В. Елагиным 23 января 1998) хутор исключён из учётных данных.